# Cadena (arquitectura)

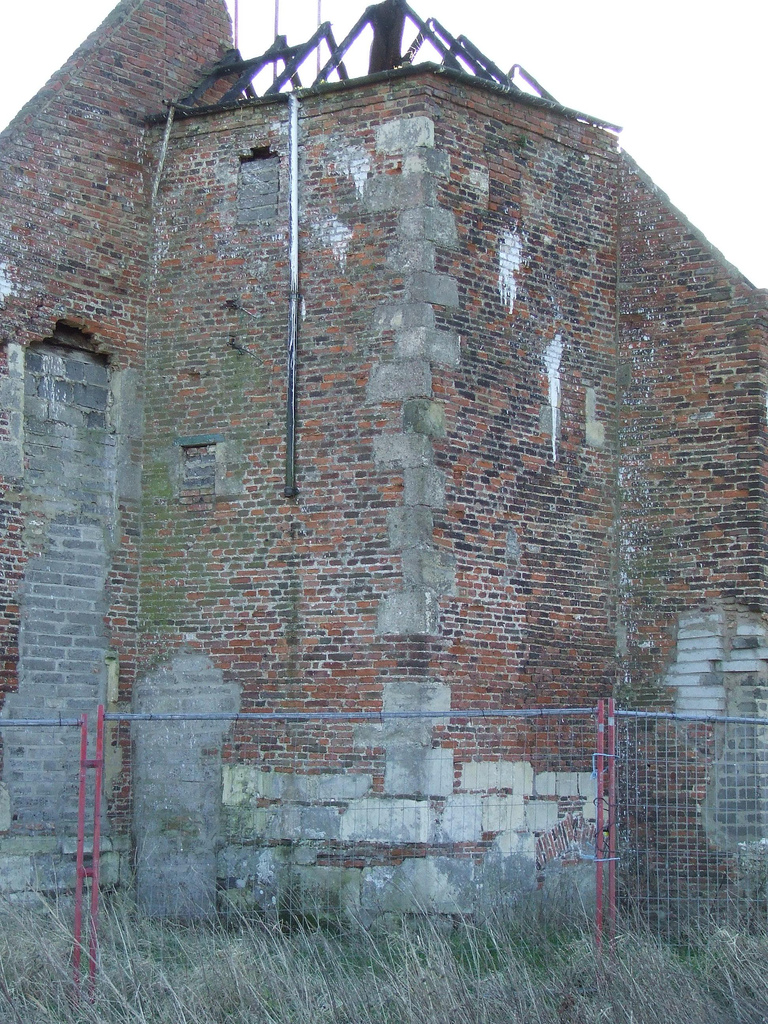
Cadena en la esquina de una granja en Yorksire, Inglaterra

En arquitectura, se denomina cadena a un pilar de sillería con que se fortifica un muro fabricado en mampostería o ladrillo.
La cadena es un machón de piedra o fábrica poco saliente destinado a consolidar un muro. Siempre están formadas por hiladas dispuestas como endejas, es decir, con piedras de anchura alterna con el fin de ligar sólidamente a la albañilería las murallas construidas ya sea al mismo tiempo, ya sea posteriormente. 